# Nobuhiro Ishida
Nobuhiro Ishida (石田 順裕 Ishida Nobuhiro, nacido el 18 de agosto de 1975 en Kumamoto, Japón?) es un boxeador profesional de Japón que fue campeón interino de peso superwélter de la AMB. Es conocido por quitarle el invicto a James Kirkland luego de derrotarlo por KO en el primer round en un combate de peso mediano llevado a cabo en el MGM Grand Las Vegas en 2011. 
Ishida ha sido promocionado por Canelo Promotions y Golden Boy Promotions entre otros y ha sido Co-entrenado por Rudy Hernández y Daisuke Okabe, mientras residían de ida y vuelta entre Los Ángeles y Osaka.